# Высокое (Усть-Кубинский район)
Высокое — посёлок в Усть-Кубинском районе Вологодской области. Административный центр Высоковского сельского поселения.
С точки зрения административно-территориального деления входит в Устьянский сельсовет.
Расстояние до районного центра Устья по автодороге — 7 км. Ближайшие населённые пункты — Канское, Филисово, Плющево.
По переписи 2002 года население — 478 человек (234 мужчины, 244 женщины). Преобладающая национальность — русские (98 %).